# Athetis terminata
Athetis terminata är en fjärilsart som beskrevs av George Francis Hampson 1897. Athetis terminata ingår i släktet Athetis och familjen nattflyn. Inga underarter finns listade i Catalogue of Life.